# Hugo Boss (przedsiębiorstwo)
Hugo Boss AG – niemieckie przedsiębiorstwo zajmujące się produkcją odzieży oraz perfum z siedzibą w Metzingen, założone w 1924 roku przez Hugo Ferdinanda Bossa.
Główne marki przedsiębiorstwa to Hugo i Boss.

## Historia

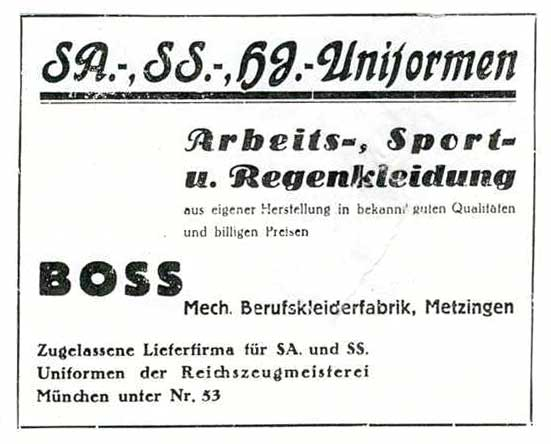
Ogłoszenie w gazecie o mundurach dla SA, SS oraz Hitlerjugend szytych przez Hugo Bossa (1933)

Hugo Ferdinand Boss założył pierwszą szwalnię w 1924 roku. Kilka lat później Boss musiał jednak zamknąć zakład z powodu kryzysu gospodarczego skutkującego brakiem zamówień, ale ponownie otworzył zakład w 1930 r. W roku 1931 wstąpił do NSDAP i istnieje duże prawdopodobieństwo, że szwalnia została ponownie uruchomiona głównie na potrzeby partii, a jej klientami byli członkowie szturmowych batalionów partii Sturmabteilung (SA).
W 1932 firma otrzymała kontrakt na dostawy dla Schutzstaffel (SS) mundurów projektu SS-Oberführera Karla Diebitscha, a wkrótce potem także kontrakt na produkcję mundurów dla Hitlerjugend. W okresie II wojny światowej zakład wykorzystywał robotników przymusowych, którzy pracowali w wybudowanym w Metzingen obozie pracy. Warunki życia robotników przymusowych były bardzo złe, a poprawiły się dopiero wobec zbliżania się frontów do granic III Rzeszy.
Po wojnie Boss stanął przed trybunałem denazyfikacyjnym i otrzymał zakaz prowadzenia działalności gospodarczej i grzywnę w wysokości 100 000 marek i zmarł wkrótce potem, 9 sierpnia 1948 w wyniku powikłań po ropnym zapaleniu zęba. Spadkobiercą został zięć Bossa, Eugen Holy.
W warunkach powojennych Holy postawił na produkcję garniturów. Już w latach 60. XX wieku marka stała się znana w skali europejskiej, a jej powiązania z nazistami zostały w świadomości społecznej zapomniane. W 1967 prezesami spółki zostali Jochen i Uwe Holy, wnukowie założyciela. Z nowym kierownictwem firma zdecydowała o odświeżenie wizerunku i stworzeniu kampanii wizerunkowej. Ambasadorami marki zostało kilku kierowców Formuły 1 oraz Sylvester Stallone, a w ramach umiędzynarodowienia marki zmieniła ona nazwę na „Boss”. W latach 80. firma rozszerzyła ofertę o odzież z kolekcji casualowych, kosmetyki i dodatki, a w połowie dekady zadebiutowała na giełdzie we Frankfurcie nad Menem. Udziały w spółce kupił Akira Akagi, ale wkrótce potem po skandalu finansowym trafił do więzienia, a pakiet akcji Bossa odkupiła firma Marzotto, jeden z dostawców surowców dla Bossa. Sprzedaż niemieckiej spółki japońskiemu inwestorowi, a następnie szybkie przejęcie jej przez inwestora włoskiego zostało skomentowane przez „Financial Times” ironicznie jako „transakcja pomiędzy państwami Osi”.
Na początku lat 90. odkryto w Szwajcarii środki z kontraktów od Wehrmachtu, ale firma uprzedziła roszczenia wpłacając milion dolarów na fundusz ofiar II wojny światowej. Początek tej dekady to także kryzys gospodarczy związany z inkorporacją NRD, który spowodował spadek sprzedaży i odpływ klientów. W ramach działań naprawczych firma wróciła do nazwy „Hugo Boss”, a ofertę firmy rozszerzono na liczne linie, od formalnych do sportowych, a w 1998 rozpoczęto sprzedaż odzieży damskiej.
Od 1996 przedsiębiorstwo finansuje konkurs dla artystów o nagrodę Hugo Boss Prize.
W 1999 amerykańscy prawnicy działający w imieniu ofiar Holocaustu rozpoczęli postępowanie przeciwko firmie Hugo Boss w sprawie wykorzystywania pracy niewolniczej w czasie wojny.
W 2005 Marzotto sprzedało z zyskiem swoje udziały w firmie funduszowi Permira, który kupił niemiecką firmę. W początkach XXI wieku większość produkcji miała miejsce w Izmirze i Radomiu.